# Su único hijo (película)
Su único hijo (título original en inglés: His Only Son) es una película dramática bíblica estadounidense de 2023 producida, editada, escrita y dirigida por David Helling. Se basa en el relato de Génesis 22 en el Antiguo Testamento cuando Dios le dice a Abraham que sacrifique a su hijo, Isaac, en el Monte Moriá. La película está protagonizada por Nicolas Mouawad como Abraham, Sara Seyed como Sara y Edaan Moskowitz como Isaac, con Ottavio Taddei, Nicolai Perez, Daniel da Silva en papeles secundarios. Fue estrenada en los Estados Unidos el 31 de marzo de 2023.
La película narra la historia en el Antiguo Testamento cuando Dios le ordenó a Abraham que sacrificara a su hijo Isaac en el Monte Moriá. Mientras viaja al lugar del sacrificio, junto con Isaac y dos sirvientes, Abraham se ve inundado de vívidos recuerdos de los años que él y Sara pasaron añorando el hijo que les habían prometido. En última instancia, justo antes de que se sacrifique a Isaac, un ángel detiene a Abraham y se sacrifica un carnero en su lugar.

## Reparto
- Nicolás Mouawad como Abraham
- Sara Seyed como Sara
- Edaan Moskowitz como Isaac
- Ottavio Taddei como Kelzar
- Nicolás Pérez
- Daniel da Silva como El Señor
- Luis Fernández-Gil como Eliezer

## Producción
His Only Son es la película debut del escritor y director David Helling, un ex marine de los Estados Unidos. La película se realizó en 2019 y tardó cinco años en realizarse. La película fue filmada completamente al aire libre en un set en California.

## Estreno
Los productores de la película se asociaron con Angel Studios para su distribución y financiaron colectivamente más de 1,23 millones de dólares para su estreno en cines en marzo de 2023. Es el primer estreno en cines a nivel nacional en ser financiado por crowdfunding. His Only Son se estrenó en los cines el 31 de marzo de 2023 y, posteriormente, estará disponible para su transmisión en Angel Studios.

## Recepción
His Only Son recibió reseñas generalmente mixtas a positivas de parte de la crítica y la audiencia. En el sitio web especializado Rotten Tomatoes, la película posee una aprobación de 82%, basada en 11 reseñas, con una calificación de 5.8/10, mientras que de parte de la audiencia tiene una aprobación de 93%, basada en más de 1000 votos, con una calificación de 4.6/5.
Las audiencias encuestadas por CinemaScore le otorgaron a la película una "A" en una escala de A+ a F, mientras que en el sitio IMDb los usuarios le asignaron una calificación de 5.7/10, sobre la base de más de 2000 votos. En la página web FilmAffinity la cinta tiene una calificación de 6.2/10, basada en 27 reseñas.